# لورنا رينولدز
لورنا رينولدز (بالإنجليزية: Lorna Reynolds)‏ هي كاتِبة أيرلندية، ولدت في 17 ديسمبر 1911، وتوفيت في 4 يوليو 2003.